# Chu Chan-min

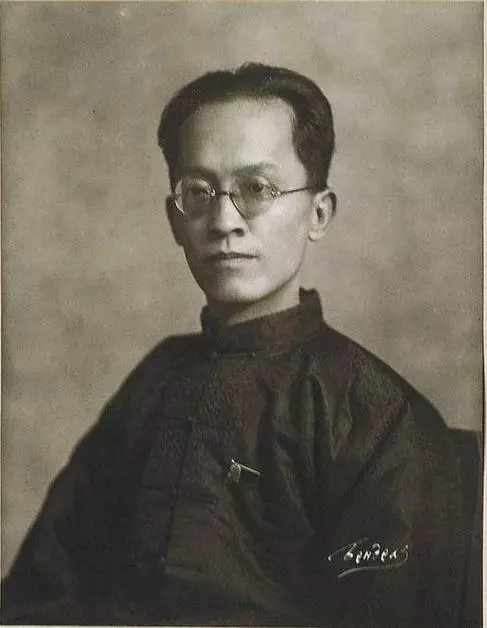
Chan-min Chu 胡漢民

Chu Chan-min (tradiční čínština: 胡漢民; zjednodušená čínština: 胡汉民; pchin-jin: Hú Hànmín; Jyutping: Wu4 Hon3 Man4; 9. prosinec 1879 – 12. květen 1936) byl čínský filozof a politik, který jedním z prvních konzervativních pravicových frakčních leaderů v Kuomintagu (KMT), během revoluční Číny.

## Život
Chu byl původu Hakka z Ťi-an, provincie Ťiang-si. Trần Xuân Sinh tvrdil, že Chu Chan-min by mohl být potomkem Hồ Hán Thươnga, druhého panovníka z vietnamské dynastie Hồ. Jeho otec se přestěhoval do města Pchan-jü v provincii Kuang-tung, aby převzal pozici oficiála.
Když mu bylo 21 let, kvalifikoval se jako Ču-ren. Od roku 1902 studoval v Japonsku a v roce 1905 vstoupil do Tchung-meng-chuej (Čínská revoluční aliance) jako redaktor novin Min Pao. Mezi lety 1907 a 1910 byl součástí několika ozbrojených převratů. Krátce po Sinchajské revoluci, v roce 1911, byl jmenován guvernérem Kuang-tungu a hlavním tajemníkem Prozatímní vlády. V roce 1913 se zúčastnil Druhé revoluce, kde po jejím neúspěchu následoval Sunjatsena do Japonska. Zde spolu založili Kuomintang (Čínská nacionalistická strana). Chu žil v Kuan-tungu mezi lety 1917 a 1921, kde pracoval pro Sunjatsena, nejdříve jako ministr dopravy a poté jako jeho hlavní poradce.
Chu byl velmi inspirován revolučními nacionalistickými ideály kemalismu, poté co navštívil kemalistické Turecko. Doufal, že Čch'-ang bude modelovat svou republiku stejně jako Atatürk, tedy s omezeným vojenským zapojením do politiky.
Chu byl zvolen do Ústředního výkonného výboru na první konferenci Kuomintangu v roce 1924. V průběhu září působil jako vice-generalissimo, když Sunjatsen odešel z Kantonu do Šao-kuanu. Sunjatsen zemřel v květnu roku 1925 v Pekingu. Chu byl jedním ze tří nejmocnějších lidí v Kuomintangu, dalšími dvěma byli Wang Ťing-wej a Liao Čung-kchaj. Liao byl zavražděn v srpnu téhož roku, a Chu se stal hlavním podezřelým a následně byl zatčen. Po Šanghajském masakru v roce 1927 Chu podpořil Čankajška a byl vedoucím legislativního dvora v Nankingu.
Přestože Chu souhlasil se spoluprací s Čankajškovou vládou, odporoval Čankajškově nadvládě politické moci, a místo toho prosazoval že větší moc by měla mít strana. Chu se také střetl a Čankajškem v zájmech ohledně Čankajškova návrhu dát hlavní vládní pozici Čang Süe-liangovi, výměnou za jeho loajalitu. Tuto nabídku odsoudil Chu jako „špinavou dohodu“. Chuova a Čankajškova spolupráce se rozpadla, když Wang Ťing-wej, který se vzbouřil proti Čankajškově vládě, představil v říjnu roku 1930 návrh ústavy. V reakci na Wanga porušil Čankajšek svoji předchozí dohodu s Chuem, že odloží vyhlášení své vlastní prozatímní ústavy. Chu plán silně kritizoval, obával se, že ústava odsune Sunjatsena při provádění jeho učení jako zákona země a že Čankajšek použije ústavu k legalizaci svého monopolu na moc.
Později, 28. února 1931, byl Chu Čankajškem umístěn do domácího vězení kvůli sporům ohledně nové prozatímní vlády. Vnitřní stranický nátlak tak donutil Čankajška, aby Chua propustil. Chu se poté stal mocným vůdcem v jižní Číně, prosazoval tři politické principy: odpor vůči japonské invazi, odpor vůči válečným magnátům a odpor vůči samozvanému vůdci Čankajškovi. Anti-Čankajškovy frakce v KMT se shromáždily v Kantonu, aby vytvořily konkurující vládu. Požadovaly po Čankajškovi rezignaci z jeho dvojího postu prezidenta a premiéra. Občanská válka byla však odvrácena japonskou invazí do Mandžuska. Chu nadále ovládal jižní Čínu, srdce KMT, s pomocí Čen Ťi-tchanga a kliky Nového Kuang-si. Tam se pokusil vytvořit nový model vlády bez korupce a klientelismu, aby zdiskreditoval Čankajškův režim v Nankingu.
Ačkoli Chu nominálně vedl „Radu pro politické záležitosti jihozápadu“ zřízenou klikami válečníků Kuang-tungu a Kuang-si, a propůjčil své jméno, aby legitimizovaly tento válečný režim, válečník Kuang-tungu Čen Ťi-tchang byl vůči jeho vlivu podezřívavý, a odmítl mu umožnit návrat do Kantonu. Chu místo toho bydlel v Hongkongu pod účinnou kontrolou válečníků a dostával od Čena pravidelné platby.
Chu byl zastáncem akcí vedeným proti japonské agresi a kritizoval Čankajška za jeho „bezpáteřní selhání přijmout silnou politiku vůči cizí mocnosti, která roztrhala a zpustošila naši vlast!“ 
Chu v červnu 1935 navštívil Evropu a tím ukončil svůj politický útok na Čankajška. Téhož roku byl v prosinci na prvním zasedání páté konference Kuomintangu za své nepřítomnosti zvolen předsedou Ústředního výboru pro společné záležitosti. Chu se vrátil do Číny v lednu 1936 a žil v Kantonu, dokud nezemřel 12. května 1936 na krvácení do mozku.
Jeho smrt zažehnula krizi. Čankajšek chtěl na jihu Číny Chua nahradit loajalisty, a ukončit tak autonomii oblasti, která byla pod Chuem nastavena. Na to zareagoval Chen a skupina Nového Kuang-si tím, že chtějí Čankajška odstranit z pozice úředníka. V takzvaném "Liang-kvangském incidentu" byl Chen donucen odstoupit z funkce guvernéra Kuang-tungu poté, co Čankajšek podplatil mnoho důstojníků z Chenových řad a ti změnili stranu, načež se spiknutí zhroutilo.
Huovou politickou filozofií byla myšlenka, že individuální práva člověka jsou funkcí příslušnosti národu.